# Чемпионат России по дзюдо 2023
Чемпионат России по дзюдо 2023 года прошедший с 26 сентября по 1 октября в Кемерово. Команда Свердловской области выиграла чемпионат России в медальном зачёте. Уральский федеральный округ стал первым в командном зачёте.

## Медальный зачет
| Место           | Страна                          | Золото | Серебро | Бронза | Всего |
| --------------- | ------------------------------- | ------ | ------- | ------ | ----- |
| 1               | Свердловская область            | 3      | 0       | 7      | 10    |
| 2               | Чечня                           | 2      | 2       | 2      | 6     |
| 3               | Санкт-Петербург                 | 2      | 1       | 3      | 6     |
| 4               | Татарстан                       | 2      | 1       | 0      | 3     |
| 5               | Москва                          | 1      | 1       | 2      | 4     |
| 6               | Краснодарский край              | 1      | 1       | 1      | 3     |
| 6               | Самарская область               | 1      | 1       | 1      | 3     |
| 6               | Челябинская область             | 1      | 1       | 1      | 3     |
| 9               | Якутия                          | 1      | 0       | 1      | 2     |
| 10              | Дагестан                        | 1      | 0       | 0      | 1     |
| 10              | Орловская область               | 1      | 0       | 0      | 1     |
| 10              | Тверская область                | 1      | 0       | 0      | 1     |
| 13              | Красноярский край               | 0      | 2       | 2      | 4     |
| 14              | Брянская область                | 0      | 1       | 1      | 2     |
| 14              | Северная Осетия                 | 0      | 1       | 1      | 2     |
| 14              | Тюменская область               | 0      | 1       | 1      | 2     |
| 17              | Алтайский край                  | 0      | 1       | 0      | 1     |
| 17              | Кемеровская область             | 0      | 1       | 0      | 1     |
| 17              | Ростовская область              | 0      | 1       | 0      | 1     |
| 17              | Ямало-Ненецкий автономный округ | 0      | 1       | 0      | 1     |
| 21              | Башкортостан                    | 0      | 0       | 1      | 1     |
| 21              | Владимирская область            | 0      | 0       | 1      | 1     |
| 21              | Иркутская область               | 0      | 0       | 1      | 1     |
| 21              | Ленинградская область           | 0      | 0       | 1      | 1     |
| 21              | Московская область              | 0      | 0       | 1      | 1     |
| 21              | Саратовская область             | 0      | 0       | 1      | 1     |
| 21              | Ставропольский край             | 0      | 0       | 1      | 1     |
| Всего стран: 27 | Всего стран: 27                 | 17     | 17      | 30     | 64    |

## Медалисты[6]

### Мужчины
| Категория                   | Золото                                                         | Серебро                                          | Бронза                                                                                             |
| --------------------------- | -------------------------------------------------------------- | ------------------------------------------------ | -------------------------------------------------------------------------------------------------- |
| Наилегчайший вес (до 60 кг) | Изнаур Сааев · Чечня                                           | Аюб Блиев · Краснодарский край · Санкт-Петербург | Константин Симеонидис · Краснодарский край Абдулла Ахмедов · Свердловская область                  |
| Полулёгкий вес (до 66 кг)   | Казбек Нагучев · Краснодарский край · Свердловская область     | Руфат Алескеров · Красноярский край ·            | Исмаил Мисиров · Краснодарский край · Ленинградская область Равшан Насриддинов · Красноярский край |
| Лёгкий вес (до 73 кг)       | Армен Агаян · Санкт-Петербург                                  | Абубакар Исаев · Чечня ·                         | Азамат Кабисов · Северная Осетия Карен Галстян · Башкортостан                                      |
| Полусредний вес (до 81 кг)  | Турпал Тепкаев · Чечня                                         | Абас Азизов · Чечня ·                            | Давид Карапетян · Москва Абдул-Керим Тасуев · Чечня                                                |
| Средний вес (до 90 кг)      | Ибрагимгаджи Сулейманов · Дагестан                             | Егор Малкин · Челябинская область ·              | Ихван Эдилсултанов · Ставропольский край Шамиль Гаджиев · Москва                                   |
| Полутяжёлый вес (до 100 кг) | Муххамед-Али Матаев · Самарская область                        | Нияз Билалов · Татарстан ·                       | Денис Баканов · Москва Игорь Долганов · Свердловская область                                       |
| Тяжёлый вес (свыше 100 кг)  | Валерий Ендовицкий · Свердловская область · Краснодарский край | Арсен Кадзаев · Северная Осетия ·                | Ахмед Магомадов · Чечня Артём Золотухин · Санкт-Петербург                                          |

### Женщины
| Категория                   | Золото                                                  | Серебро                                                  | Бронза                                                                                                  |
| --------------------------- | ------------------------------------------------------- | -------------------------------------------------------- | --- |
| Наилегчайший вес (до 48 кг) | Аина Моисеева · Свердловская область · Якутия           | Юлия Семиколенова · Москва                               | Лана Филькина · Санкт-Петербург Ольга Борисова · Санкт-Петербург                                        |
| Полулёгкий вес (до 52 кг)   | Глафира Борисова · Санкт-Петербург                      | Татьяна Цыганкова · Брянская область · Красноярский край | Яна Жилкина · Московская область · Владимирская область Лилия Нугаева · Саратовская область             |
| Лёгкий вес (до 57 кг)       | Ирина Зуева · Челябинская область                       | Любовь Тимофейчева · Тюменская область                   | Ольга Мухина · Свердловская область Наталья Елкина · Красноярский край                                  |
| Полусредний вес (до 63 кг)  | Залина Зураева · Татарстан                              | Стефания Власова · Самарская область                     | Ксения Медведева · Свердловская область · Брянская область Анастасия Мананникова · Свердловская область |
| Средний вес (до 70 кг)      | Ксения Задворнова · Татарстан                           | Дарья Храмойкина · Кемеровская область · Алтайский край  | Яна Полякова · Свердловская область Дарья Васильева · Иркутская область                                 |
| Полутяжёлый вес (до 78 кг)  | Антонина Шмелёва · Орловская область · Тверская область | Анастасия Нужненкова · Ростовская область                | Надежда Татарченко · Свердловская область · Якутия Любовь Орлова · Тюменская область                    |
| Тяжёлый вес (свыше 78 кг)   | Элис Старцева · Москва                                  | Анна Гущина · Ямало-Ненецкий автономный округ            | Мария Иванова · Самарская область Анастасия Холодилина · Челябинская область                            |

## Итоговые результаты в командном зачёте[5]
| Место | Команда                             |
| ----- | ----------------------------------- |
| 1     | Уральский федеральный округ         |
| 2     | Южный федеральный округ             |
| 3     | Санкт-Петербург                     |
| 3     | Приволжский федеральный округ       |
| 5     | Москва                              |
| 5     | Сибирский федеральный округ         |
| 7     | Центральный федеральный округ       |
| 8     | Северо-Кавказский федеральный округ |

## Командный зачёт[5]

### Группа А
| Команда                       | Победа | Поражение |
| ----------------------------- | ------ | --------- |
| Южный федеральный округ       | 2      | 0         |
| Сибирский федеральный округ   | 1      | 1         |
| Москва                        | 1      | 1         |
| Центральный федеральный округ | 0      | 2         |

| Москва 6 - 8 Сибирский ФО | Москва 6 - 8 Сибирский ФО | Москва 6 - 8 Сибирский ФО | Москва 6 - 8 Сибирский ФО |
| Вес                       | Москва                    | результат                 | СФО                       |
| ------------------------- | ------------------------- | ------------------------- | ------------------------- |
| 81 кг                     | Давид Карапетян           | 1 – 10                    | Егор Радионов             |
| 63 кг                     | Валентина Остапец         | Иппон – 0                 | Жанна Притула             |
| 90 кг                     | Шамиль Гаджиев            | Иппон – 0                 | Сергей Скоробогатов       |
| 70 кг                     | Алина Кугаева             | 0 – 1                     | Дарья Васильева           |
| 100 кг                    | Денис Баканов             | 0 – 1                     | Андрей Томчук             |
| 78 кг                     | Алина Капитонова          | 0 – 1                     | Александра Аскарова       |
| 100 кг                    | Гиорги Хурцилава          | Иппон – 0                 | Даниил Фомин              |
| 78+ кг                    | Гюльназ Азизова           | 0 – 1                     | Ольга Кравчук             |
| 60 кг                     | Малик Каримов             | 0 – Иппон                 | Ачыты Дюмбуу              |
| 48 кг                     | Денис Баканов             | Иппон – 0                 | Эвелина Глухова           |
| 66 кг                     | Мурад Гаджиев             | 0 – 1                     | Ислам Циконов             |
| 52 кг                     | Людмила Ершова            | 10 – 0                    | Анастасия Кутерина        |
| 73 кг                     | Али Турсунов              | 10 – 0                    | Сайриддин Зиевиддинов     |
| 57 кг                     | Дарья Чекалина            | 0 – 10                    | Елкина Наталья            |

| Южный ФО 8 - 4 Центральный ФО | Южный ФО 8 - 4 Центральный ФО | Южный ФО 8 - 4 Центральный ФО | Южный ФО 8 - 4 Центральный ФО |
| Вес                           | ЮФО                           | результат                     | ЦФО                           |
| ----------------------------- | ----------------------------- | ----------------------------- | ----------------------------- |
| 81 кг                         | Казбек Мысс                   | Иппон – 0                     | Георгий Елбакиев              |
| 63 кг                         | Дарья Антонова                | 0 – Иппон                     | Анна Перцева                  |
| 90 кг                         | Александр Дурноян             | 0 – 1                         | Астемир Абазов                |
| 70 кг                         | Анастасия Гончарова           | 0 – Победитель                | Эльвира Донцова               |
| 100 кг                        | Аслан Багов                   | Иппон – 0                     | Ильяс Мурзабеков              |
| 100+ кг                       | Александр Шалимов             | Иппон – 0                     | Артур Лешкенов                |
| 78+ кг                        | Полина Генералова             | Иппон – 0                     | Дарья Николаева               |
| 60 кг                         | Рамазан Цику                  | Иппон – 0                     | Мурад Миразжанов              |
| 48 кг                         | Регина Миллер                 | Иппон – 0                     | Марина Воробьева              |
| 66 кг                         | Казбек Нагучев                | Иппон – 0                     | Иван Золотов                  |

| Москва 8 - 6 Центральный ФО | Москва 8 - 6 Центральный ФО | Москва 8 - 6 Центральный ФО | Москва 8 - 6 Центральный ФО |
| --------------------------- | --------------------------- | --------------------------- | --------------------------- |

| Сибирский ФО 6 - 8 Южный ФО | Сибирский ФО 6 - 8 Южный ФО | Сибирский ФО 6 - 8 Южный ФО | Сибирский ФО 6 - 8 Южный ФО |
| --------------------------- | --------------------------- | --------------------------- | --------------------------- |

### Группа В
| Команда                             | Победа | Поражение |
| ----------------------------------- | ------ | --------- |
| Уральский федеральный округ         | 2      | 0         |
| Санкт-Петербург                     | 1      | 1         |
| Приволжский федеральный округ       | 1      | 1         |
| Северо-Кавказский федеральный округ | 0      | 2         |

| Санкт-Петербург 8 - 1 Северо-Кавказский ФО | Санкт-Петербург 8 - 1 Северо-Кавказский ФО | Санкт-Петербург 8 - 1 Северо-Кавказский ФО | Санкт-Петербург 8 - 1 Северо-Кавказский ФО |
| Вес                                        | СПБ                                        | результат                                  | СКФО                                       |
| ------------------------------------------ | ------------------------------------------ | ------------------------------------------ | ------------------------------------------ |
| 81 кг                                      | Акроман Парчиев                            | Иппон – 0                                  | Гаджимурад Гасанов                         |
| 90 кг                                      | Хасан Халмурзаев                           | Иппон – 0                                  | Магомедкарин Пидураев                      |
| 100 кг                                     | Артур Панаитов                             | 0 – Иппон                                  | Заур Гасанов                               |
| 100+ кг                                    | Артем Золотухин                            | Иппон – 0                                  | Гасан Хархачаев                            |

| Уральский ФО 8 - 5 Приволжский ФО | Уральский ФО 8 - 5 Приволжский ФО | Уральский ФО 8 - 5 Приволжский ФО | Уральский ФО 8 - 5 Приволжский ФО |
| Вес                               | УФО                               | результат                         | ПФО                               |
| --------------------------------- | --------------------------------- | --------------------------------- | --------------------------------- |
| 81 кг                             | Асхаб Хаджимурадов                | 0 – Иппон                         | Адам Цечоев                       |
| 63 кг                             | Дарья Кузьмина                    | 0 – Иппон                         | Стефания Власова                  |
| 90 кг                             | Роман Донцов                      | 1 – 0                             | Артем Уетемиров                   |
| 70 кг                             | Таисия Кереева                    | 0 – Иппон                         | Фируза Азамова                    |
| 100 кг                            | Игорь Долганов                    | 10 – 0                            | Глеб Шумилов                      |
| 100+ кг                           | Джавад Гусейнов                   | Иппон – 0                         | Ибрагим Маргиев                   |
| 78+ кг                            | Анастасия Холодилина              | 0 – Иппон                         | Мария Иванова                     |
| 60 кг                             | Шамсутдин Умаев                   | Иппон – 0                         | Абу-Муслим Парчиев                |
| 48 кг                             | Алина Сергеевна                   | 1 – 0                             | Полина Яковенко                   |
| 66 кг                             | Алим Балкаров                     | 10 – 0                            | Долаан Суван                      |
| 52 кг                             | Екатерина Нефёдова                | 0 – Иппон                         | Лилия Нугаева                     |
| 73 кг                             | Клим Калинин                      | Иппон – 0                         | Карен Галстян                     |

| Санкт-Петербург 7 - 8 Уральский ФО | Санкт-Петербург 7 - 8 Уральский ФО | Санкт-Петербург 7 - 8 Уральский ФО | Санкт-Петербург 7 - 8 Уральский ФО |
| Вес                                | СПБ                                | результат                          | УФО                                |
| ---------------------------------- | ---------------------------------- | ---------------------------------- | ---------------------------------- |
| 63 кг                              | Адель Таболова                     | 1 – 0                              | Анастасия Мананникова              |
| 90 кг                              | Егор Андони                        | 0 – Иппон                          | Егор Малкин                        |
| 70 кг                              | Тамара Лищенко                     | 0 – Иппон                          | Дина Гизатулина                    |
| 100 кг                             | Хасан Халмурзаев                   | 10 – 0                             | Саид Садрудинов                    |
| 78 кг                              | Регина Арцыбашева                  | 0 – Иппон                          | Яна Полякова                       |
| 100+ кг                            | Антон Кривобоков                   | 10 – 0                             | Арафат Баташев                     |
| 78+ кг                             | Мадина Кайсинова                   | 0 – 10                             | Анна Гущина                        |
| 60 кг                              | Аюб Блиев                          | Иппон – 0                          | Сергей Богословских                |
| 48 кг                              | Ирэна Хубулова                     | 1 – 10                             | Аина Моисеева                      |
| 66 кг                              | Иван Черных                        | 10 – 0                             | Алим Балкаров                      |
| 52 кг                              | Глафира Борисова                   | Иппон – 0                          | Дарья Кашина                       |
| 73 кг                              | Армен Агаян                        | Иппон – 0                          | Клим Калинин                       |
| 57 кг                              | Эльвида Гурьева                    | 0 – Иппон                          | Любовь Тимофейчева                 |
| 81 кг                              | Даниил Умаров                      | 0 – Иппон                          | Новруз Новрузов                    |
| 78 кг                              | Регина Арцыбашева                  | 0 – 10                             | Яна Полякова                       |

| Северо-Кавказский ФО 0 - 0 Приволжский ФО (победа ПФО) | Северо-Кавказский ФО 0 - 0 Приволжский ФО (победа ПФО) | Северо-Кавказский ФО 0 - 0 Приволжский ФО (победа ПФО) | Северо-Кавказский ФО 0 - 0 Приволжский ФО (победа ПФО) |
| ------------------------------------------------------ | ------------------------------------------------------ | ------------------------------------------------------ | ------------------------------------------------------ |

## Призовые места среди команд
| Южный ФО 1 - 8 Уральский ФО | Южный ФО 1 - 8 Уральский ФО | Южный ФО 1 - 8 Уральский ФО | Южный ФО 1 - 8 Уральский ФО |
| --------------------------- | --------------------------- | --------------------------- | --------------------------- |

| Москва 3 - 8 СПБ | Москва 3 - 8 СПБ | Москва 3 - 8 СПБ | Москва 3 - 8 СПБ |
| ---------------- | ---------------- | ---------------- | ---------------- |

| Приволжский ФО 6 - 4 Сибирский ФО | Приволжский ФО 6 - 4 Сибирский ФО | Приволжский ФО 6 - 4 Сибирский ФО | Приволжский ФО 6 - 4 Сибирский ФО |
| --------------------------------- | --------------------------------- | --------------------------------- | --------------------------------- |